# Аув бај Прим
Аув бај Прим (њем. Auw bei Prüm) општина је у њемачкој савезној држави Рајна-Палатинат. Једно је од 235 општинских средишта округа Ајфелкрајс Битбург-Прим. Према процјени из 2010. у општини је живјело 675 становника. Посједује регионалну шифру (AGS) 7232202.

## Географски и демографски подаци
Аув бај Прим се налази у савезној држави Рајна-Палатинат у округу Ајфелкрајс Битбург-Прим. Општина се налази на надморској висини од 560 метара. Површина општине износи 22,1 km². У самом мјесту је, према процјени из 2010. године, живјело 675 становника. Просјечна густина становништва износи 31 становника/km².